# Ганс Шефер
Ганс Ше́фер (нім. Hans Schäfer, 19 жовтня 1927, Кельн — 7 листопада 2017) — німецький футболіст, що грав на позиції лівого флангового нападника. Протягом усієї кар'єри захищав кольори «Кельна», з яким двічі вигравав чемпіонат Німеччини, також грав за національну збірну Німеччини, у складі якої став чемпіоном світу 1954 року.

## Клубна кар'єра
У дорослому футболі дебютував 1948 року виступами за команду клубу «Кельн», кольори якої і захищав протягом усієї своєї кар'єри гравця, що тривала вісімнадцять років. Більшість часу, проведеного у складі «Кельна», був основним гравцем атакувальної ланки команди. У складі «Кельна» був одним з головних бомбардирів команди, маючи середню результативність на рівні 0,62 голу за гру першості (261 гол у 421 матчі).
1962 року допоміг кельнській команді здобути свій перший в історії титул чемпіонів ФРН, а за два роки, у 1964, повторити цей успіх. 1963 року визнавався футболістом року у ФРН.

## Виступи за збірну
1952 року дебютував в офіційних матчах у складі національної збірної ФРН товариською грою проти збірної Швейцарії. За два роки був включений до заявки збірної для участі у чемпіонаті світу 1954 року у Швейцарії, на якому німці здобули свій перший титул найсильнішої збірної світу. Шефер на цьому турнірі відзначився чотирма голами у шести матчах.
1956 року був обраний капітаном збірної ФРН і в такому статусі брав участь у чемпіонаті світу 1958 року у Швеції, де німецькі футболісти зайняли четверте місце місце, а також був учасником чемпіонату світу 1962 року в Чилі.
Загалом протягом кар'єри у національній команді, яка тривала 11 років, провів у формі головної команди країни 39 матчів, забивши 15 голів (з них 7 у фінальних частинах світових першостей).

## Титули і досягнення

### Командні
- Чемпіон світу (1):

1954
- Чемпіон Німеччини (2):

1962, 1964

### Особисті
- Футболіст року у ФРН (1):

1963

## Статистика
Статистика виступів за «Кельн»:
| Сезон   | Чемпіонат | Чемпіонат | Оберліга «Захід» | Оберліга «Захід» | Кубок | Кубок | Єврокубки | Єврокубки | Єврокубки |
| Сезон   | Ігри      | Голи      | Ігри             | Голи             | Ігри  | Голи  |           | Ігри      | Голи      |
| ------- | --------- | --------- | ---------------- | ---------------- | ----- | ----- | --------- | --------- | --------- |
| 1949/50 | —         | —         | 28               | 17               | —     | —     |           | —         | —         |
| 1950/51 | —         | —         | 27               | 11               | —     | —     |           | —         | —         |
| 1951/52 | 6         | 2         | 28               | 15               | —     | —     |           | —         | —         |
| 1952/53 | —         | —         | 28               | 26               |       |       |           | —         | —         |
| 1953/54 | 2         | 1         | 28               | 26               | 3     | 2     |           | —         | —         |
| 1954/55 | —         | —         | 19               | 10               | 1     | 0     |           | —         | —         |
| 1955/56 | —         | —         | 29               | 14               |       |       |           | —         | —         |
| 1956/57 | —         | —         | 22               | 17               |       |       |           | —         | —         |
| 1957/58 | 5         | 3         | 29               | 15               |       |       |           | —         | —         |
| 1958/59 | 5         | 0         | 27               | 13               |       |       | КЯ        | 1         | 0         |
| 1959/60 | 4         | 0         | 20               | 16               |       |       |           | —         | —         |
| 1960/61 | 6         | 2         | 23               | 19               | 2     | 2     | КЯ        | 1         | 0         |
| 1961/62 | 4         | 2         | 23               | 13               | 2     | 1     | КЯ        | 2         | 0         |
| 1962/63 | 7         | 3         | 26               | 11               |       |       | КЧ        | 2         | 1         |
| 1963/64 | 22        | 12        | —                | —                | 2     | 3     | КЯ        | 7         | 1         |
| 1964/65 | 17        | 8         | —                | —                |       |       | КЧ        | 3         | 0         |
| Усього  | 78        | 33        | 357              | 223              | 10    | 8     |           | 16        | 2         |

Статистика виступів на чемпіонатах світу:
| №                                                            | Турнір  | Команда | Рахунок | Суперник          | Автори голів                                                  |
| ------------------------------------------------------------ | ------- | ------- | ------- | ----------------- | ------------------------------------------------------------- |
| 1                                                            | ЧС-1954 | ФРН     | 4:1     | Туреччина         | Шефер, Клодт, О. Вальтер, Морлок — Мамат                      |
| 2                                                            | ЧС-1954 | ФРН     | 7:2     | Туреччина         | О. Вальтер, Шефер (2), Морлок (3), Ф. Вальтер — Ертан, Лефтер |
| 3                                                            | ЧС-1954 | ФРН     | 2:0     | Югославія         | Хорват (а/г), Ран                                             |
| 4                                                            | ЧС-1954 | ФРН     | 6:1     | Австрія           | Шефер, Морлок, Ф. Вальтер (2), О. Вальтер (2) — Пробст        |
| 5                                                            | ЧС-1954 | ФРН     | 3:2     | Угорщина          | Морлок, Ран (2) — Пушкаш, Цибор                               |
| 6                                                            | ЧС-1958 | ФРН     | 3:1     | Аргентина         | Ран (2), Зеелер — Корбатта                                    |
| 7                                                            | ЧС-1958 | ФРН     | 2:2     | Чехословаччина    | Шефер, Ран — Дворжак, Зикан                                   |
| 8                                                            | ЧС-1958 | ФРН     | 2:2     | Північна Ірландія | Ран, Зеелер — Макпарланд (2)                                  |
| 9                                                            | ЧС-1958 | ФРН     | 1:0     | Югославія         | Ран                                                           |
| 10                                                           | ЧС-1958 | ФРН     | 1:3     | Швеція            | Шефер — Скоглунд, Грен, Хамрін                                |
| 11                                                           | ЧС-1958 | ФРН     | 3:6     | Франція           | Цеслярчик , Ран, Шефер — Фонтен (4), Копа, Дуї                |
| 12                                                           | ЧС-1962 | ФРН     | 0:0     | Італія            |                                                               |
| 13                                                           | ЧС-1962 | ФРН     | 2:1     | Швейцарія         | Брюлльс, Зеелер — Шнайтер                                     |
| 14                                                           | ЧС-1962 | ФРН     | 2:0     | Чилі              | Шиманяк, Зеелер                                               |
| 15                                                           | ЧС-1962 | ФРН     | 0:1     | Югославія         | Радакович                                                     |
| Усього: 9 перемог, 3 нічиї, 3 поразки, різниця м'ячів 38:22. |         |         |         |                   |                                                               |

Статистика виступів у національній збірній:
| Рік    | Ігри | Голи |
| ------ | ---- | ---- |
| 1952   | 1    | 2    |
| 1953   | 3    | 0    |
| 1954   | 7    | 7    |
| 1955   | 5    | 1    |
| 1956   | 5    | 0    |
| 1957   | 3    | 0    |
| 1958   | 9    | 4    |
| 1959   | 1    | 0    |
| 1962   | 5    | 1    |
| Всього | 39   | 15   |